# Carex atropicta
Espèce
Classification phylogénétique
Carex atropicta est une espèce de plantes du genre Carex et de la famille des Cyperaceae.